# Цунковці
Цунковці (словен. Gorišnica) — поселення в общині Горишниця, Подравський регіон‎, Словенія.